# جزیره آلکاتراز
جزیره آلکاتراز (به انگلیسی: Alcatraz Island) جزیره کوچکی در خلیج سان‌فرانسیسکو در ایالات متحده آمریکا است که حدود دو کیلومتر با خشکی فاصله دارد. نخستین فرد اروپایی که توصیفی از این جزیره ارائه داده افسری اسپانیایی به نام خوان د آیالا است که در سال ۱۷۷۵ میلادی این جزیره را شناسایی و ثبت کرد. نام آلکاتراز از واژه پلیکان در زبان اسپانیایی گرفته شده‌است.
جزیره آلکاتراز در سمت چپ مرکز خلیج سان‌فرانسیسکو در کالیفرنیا واقع شده‌است و تا سال‌ها پیش به عنوان یک محدوده نظامی شناخته می‌شد. پس از آن نیز امن‌ترین زندان در جهان به‌شمار می‌رفت. اما امروزه این جزیره با نظارت سازمان پارک‌های ملی به مکانی تاریخی تبدیل شده و به عنوان بخشی از جاذبه‌های گردشگری این ایالت در معرض دید همگان قرار دارد. بازدیدکنندگان می‌توانند با استفاده از قایق به این جزیره که در فهرست مکان‌های تاریخی ملی قرار دارد، سفر کنند.

## تاریخچه
در دههٔ ۱۸۵۰ میلادی، تأسیساتی نظامی شامل یک قلعه به عنوان زندان نظامی به همراه تأسیساتی چون سربازخانه، اسلحه‌خانه و فانوس دریایی در این جزیره بنا شدند. این جزیره تا سال ۱۹۳۳ به عنوان یک زندان نظامی کاربری داشت. آلکاتراز در اوت ۱۹۳۴ به زندان فدرال تبدیل شد و در این هنگام با ورود ۱۳۷ زندانی که عموماً قاتلین و سارقین بانک بودند فعالیت این زندان به عنوان زندان فدرال آغاز شد. کارکنان زندان در ابتدا ۱۵۵ نفر از افرادی آموزش‌دیده با توانایی‌های بالای بدنی و ذهنی بودند. این زندان برای ۲۹ سال محل نگهداری جنایتکاران حرفه‌ای و مشهور از جمله آل کاپون، رابرت استراد (معروف به پرنده‌باز آلکاتراز) و الوین کارپیس (با سابقه‌ترین زندانی آلکاتراز) بود.
این جزیره به علاوه، محل سکونت کارکنان زندان و خانواده‌های آنها نیز به‌شمار می‌رفت. امروزه همه ساله با حضور ساکنان جزیره در دومین هفته ماه اوت جشن سالگرد افتتاح زندان آلکاتراز برگزار می‌شود.

## تعطیلی زندان
در ۲۱ مارس ۱۹۶۳ به دستور رابرت اف. کندی این تبعیدگاه که حدود ۲۵۰ زندانی در آن اقامت داشتند برای همیشه تعطیل شد. (با این که این زندان با امنیت صد در صدی بود و تنها کسی که توانست از این جا فرار کند، هنگام رسیدن به خشکی در جا مرد). این اقدام علت‌های مختلفی داشت. از جمله بالا بودن هزینه اداره آن نسبت به دیگر زندان‌ها به طوری که هزینه نگهداری از هر زندانی در این زندان در حدود سه برابر سایر زندان‌ها بود. بنابراین مسلم بود که ساختن یک زندان جدید در خشکی آسان‌تر از پرداخت هزینه‌های سرسام‌آور آلکاتراز بود. همچنین تأثیر رطوبت و آب شور در طی نیم قرن منجر به فرسودگی شدید ساختمان‌ها و کاهش امنیت زندان شد. بطوریکه تا سال ۱۹۶۲ بیش از سه مورد فرار از زندان اتفاق افتاده بود.

## اشغال توسط بومیان آمریکا
در سال ۱۹۶۹ بومیان آمریکایی از قبایل مختلف در حالی که خود را بومیان قبایل آمریکا نامیدند، این جزیره را اشغال کردند. هدف آنها از تحصن در جزیره درخواست تأسیس یک مرکز آموزشی–فرهنگی در آن جا بود و برای رسیدن به منظور خود به تخریب ساختمان‌های جزیره پرداختند. سرانجام پس از ۱۸ ماه دولت آمریکا آن‌ها را مجبور به ترک این ناحیه کرد، نتیجه این تحصن تأسیس یک حکومت جدید خودگردان بود.

## مهم‌ترین فرارها
در طول ۲۹ سال، هیچ فرار موفقی در این تبعیدگاه ثبت نشد و در همه تلاش‌هایی که انجام شد یا زندانیان هدف شلیک گلوله قرار گرفتند یا در آب‌های خلیج غرق شدند. از بین ۳۶ نفر زندانی که اقدام به فرار کردند، ۷ نفر با شلیک گلوله به قتل رسیدند، ۲ نفر غرق شدند، ۵ نفر مفقودالاثر شدند و بقیه دوباره توسط مأموران زندان دستگیر شدند.
اما باید اشاره کرد که دو زندانی موفق به فرار از جزیره شدند. یکی در سال ۱۹۴۵ و دیگری در سال ۱۹۶۲ که هر دو دستگیر و به زندان برگردانده شدند.
از دیگر فرارهای معروف می‌توان به سه زندانی یکی به نام فرانک لی موریس و دو برادر به نام‌های ناهای جان و کلارنس انگلین اشاره کرد. آن‌ها در ۱۱ ژوئن ۱۹۶۲ از سلول‌های خود ناپدید شدند، داستان این فرار در فیلمی به نام فرار از آلکاتراز به تصویر کشیده شده‌است. با وجود شواهد اندکی که مبنی بر اثبات کشته شدن این سه تن یافته شد، آن‌ها را غرق شده فرض کرده و در فهرست گمشدگان قرار دادند. لینچ و ویدنر برادرزاده برادران انگلین کتابی نوشتند که در آن مدعی شدند از طریق خانواده‌ها و نامه‌ها ثابت می‌کنند آنها دستکم تا دهه ۱۹۹۰ زنده بودند. در این کتاب با مدارکی ثابت می‌کنند که خانواده انگلین چندین نسل کشاورز بودند. به همین دلیل آنها پس از فرار به مکزیک رفته ازدواج کرده و مدتی بعد به برزیل نقل مکان کرده و در اعماق جنگ با روستائیان آنجا به کشاورزی مشغول شدند. همچنین آنها کارت پستالی برای خانواده خود فرستادند. در مقابل کارشناسان این ادعا را کذب می‌دانند. پلیس آمریکا می‌گوید محال است شما یک عمر با خلاف زندگی کرده باشید و پس از فرار پاک و منزه شوید. آن‌ها پیش از آلکاتراز هم از زندان فرار کرده بودند. ولی باز هم به رفتار مجرمانه ادامه می‌دادند.

## بازگشایی
در ۵ مه ۲۰۲۵ دونالد ترامپ اعلام کرد دستور بازسازی و باز گشایی آلکاتراز را صادر کرده است. ترامپ در شبکه اجتماعی تروث سوشال نوشت که به دولت دستور داده تا زندان مخوف آلکاتراز را بازگشایی کرده و توسعه دهد.

## در فرهنگ عمومی
از سال ۱۹۳۷ تاکنون آلکاتراز موضوع بسیاری از فیلم‌های سینمایی و آثار هنری بوده است. فیلم‌هایی چون کتاب الی، مردان ایکس: آخرین ایستادگی، اگه می‌تونی منو بگیر، فرار از آلکاتراز و پرنده‌باز آلکاتراز از نمونه آنها هستند. همچنین این جزیره به «صخره» نیز معروف است. در سال ۱۹۹۶ فیلم صخره در رابطه با آلکاتراز ساخته شد.
همچنین در مجموعه انیمیشن‌های یو-گی-او و چندین بازی ویدئویی مانند سگ‌های نگهبان ۲ و بتل رویال بازی ندای وظیفه: موبایل، ندای وظیفه: منطقه جنگی و ندای وظیفه: بلک آپس ۴ به این زندان اشاره شده است.
در چند کتاب و رمان ادبی نیز اشاراتی به آلکاتراز وجود دارد.

## نگارخانه

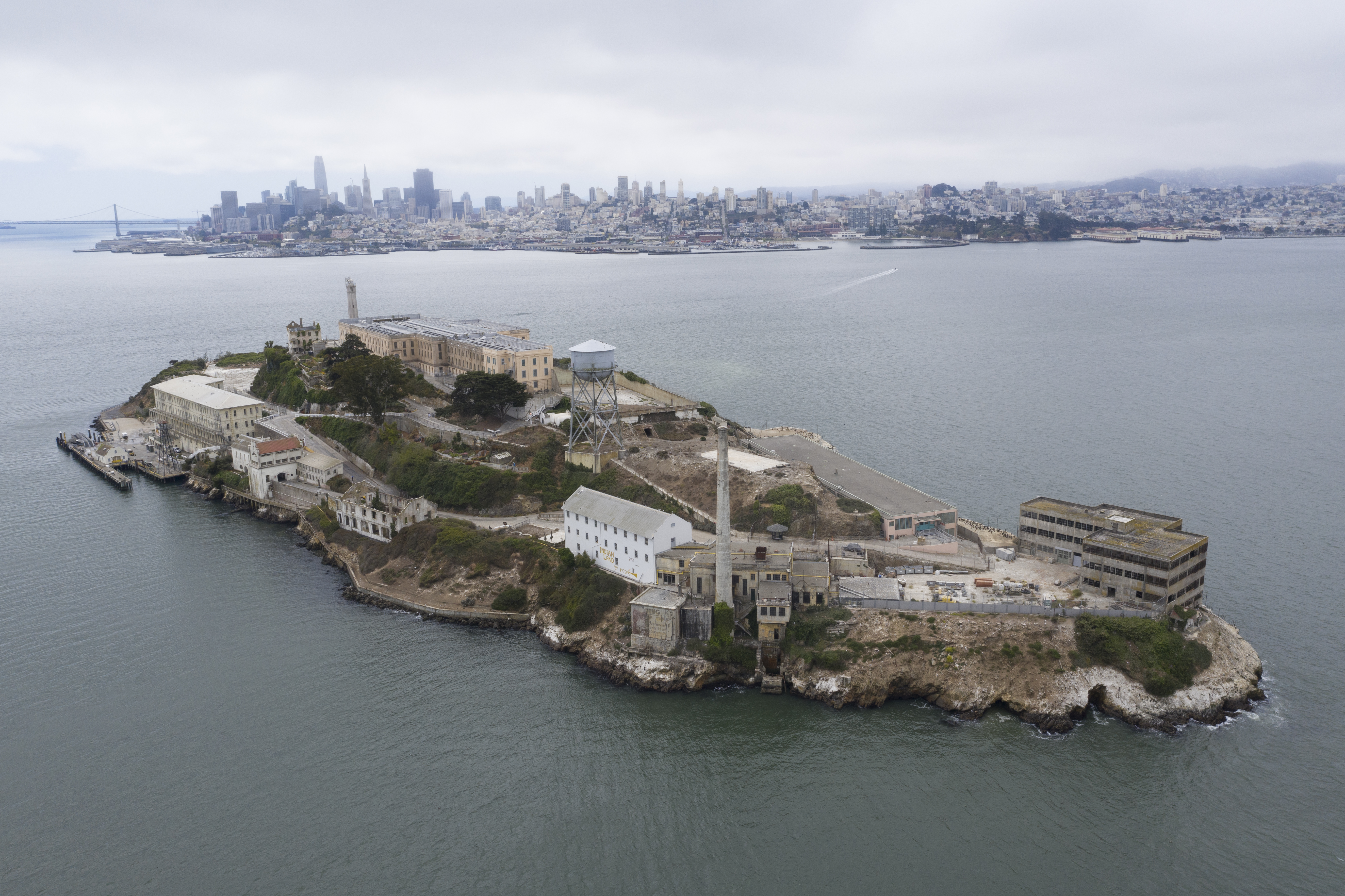
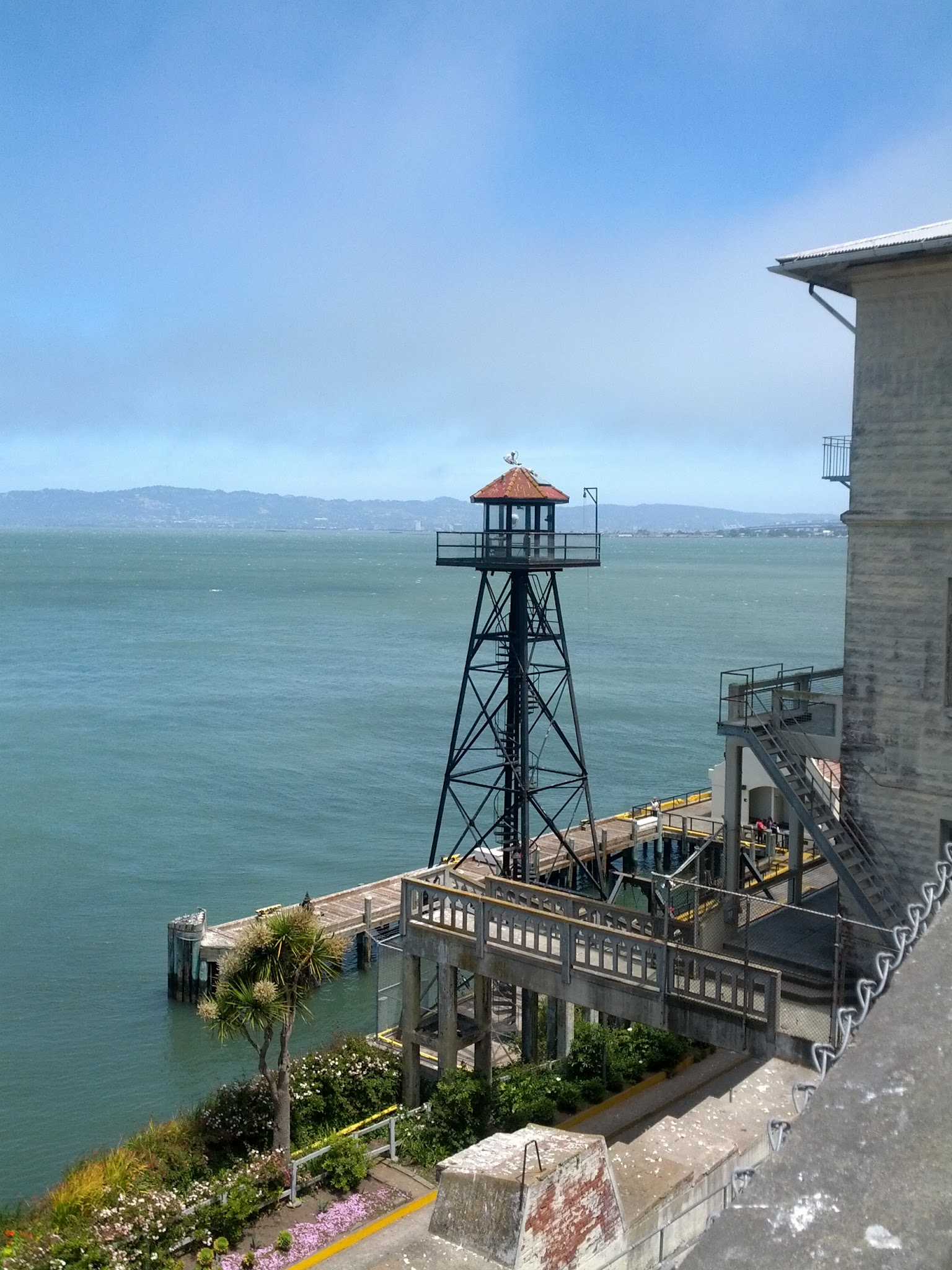
یکی از برج‌های مراقبت زندان
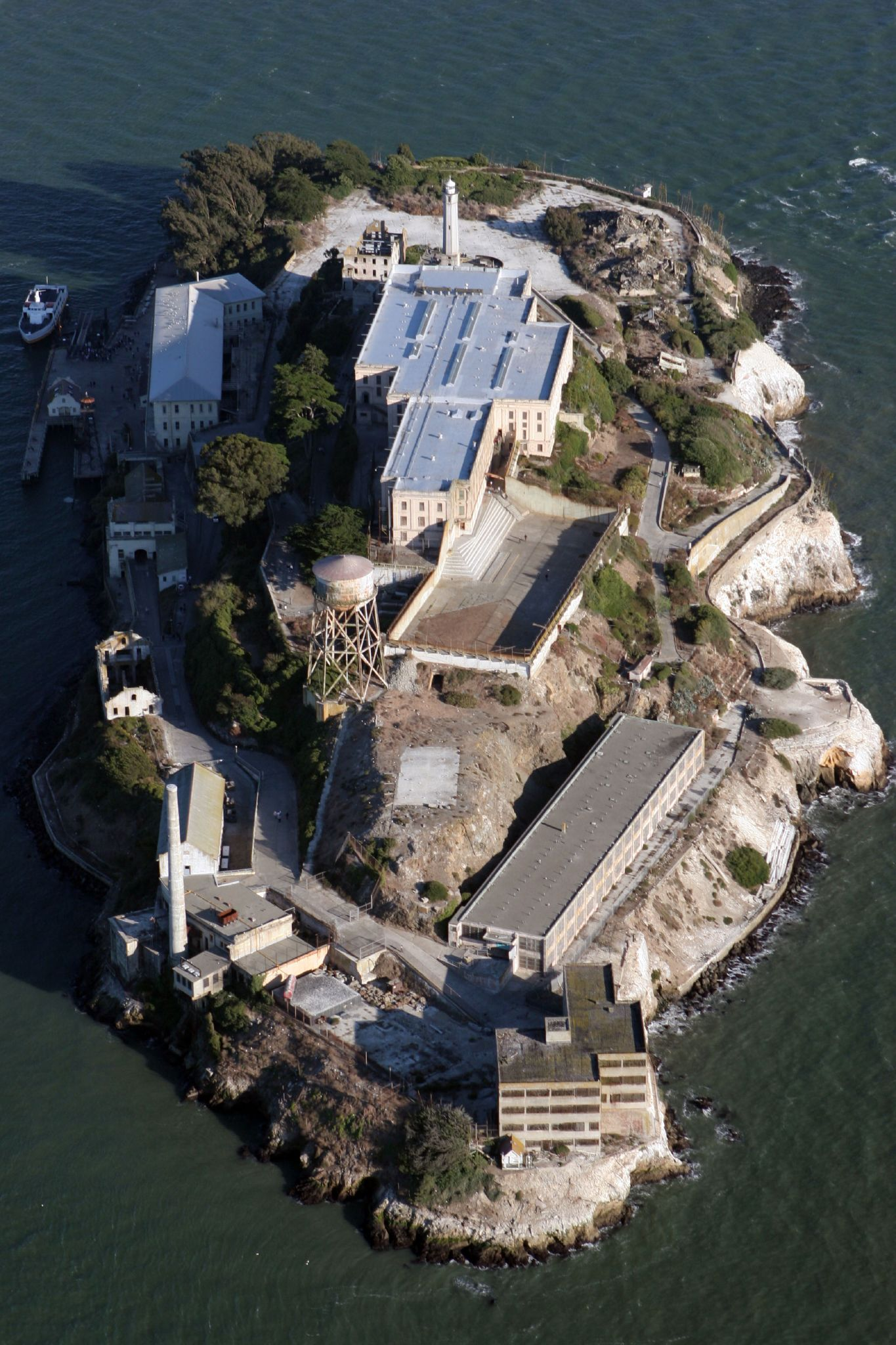
از نمای بالا